# Harly
Harly est une commune française située dans le département de l'Aisne, en région Hauts-de-France.

## Géographie
La commune se trouve dans le vallon de l'Homblières, elle est baignée par la Somme et ses marais et le Coulant d'Harly[Quoi ?].
|               | Rouvroy              |                      |
| Saint-Quentin | Harly                | Homblières           |
|               | Neuville-Saint-Amand | Mesnil-Saint-Laurent |

### Hydrographie

#### Réseau hydrographique
La commune est située dans le bassin Artois-Picardie. Elle est drainée par Muid Proyard.

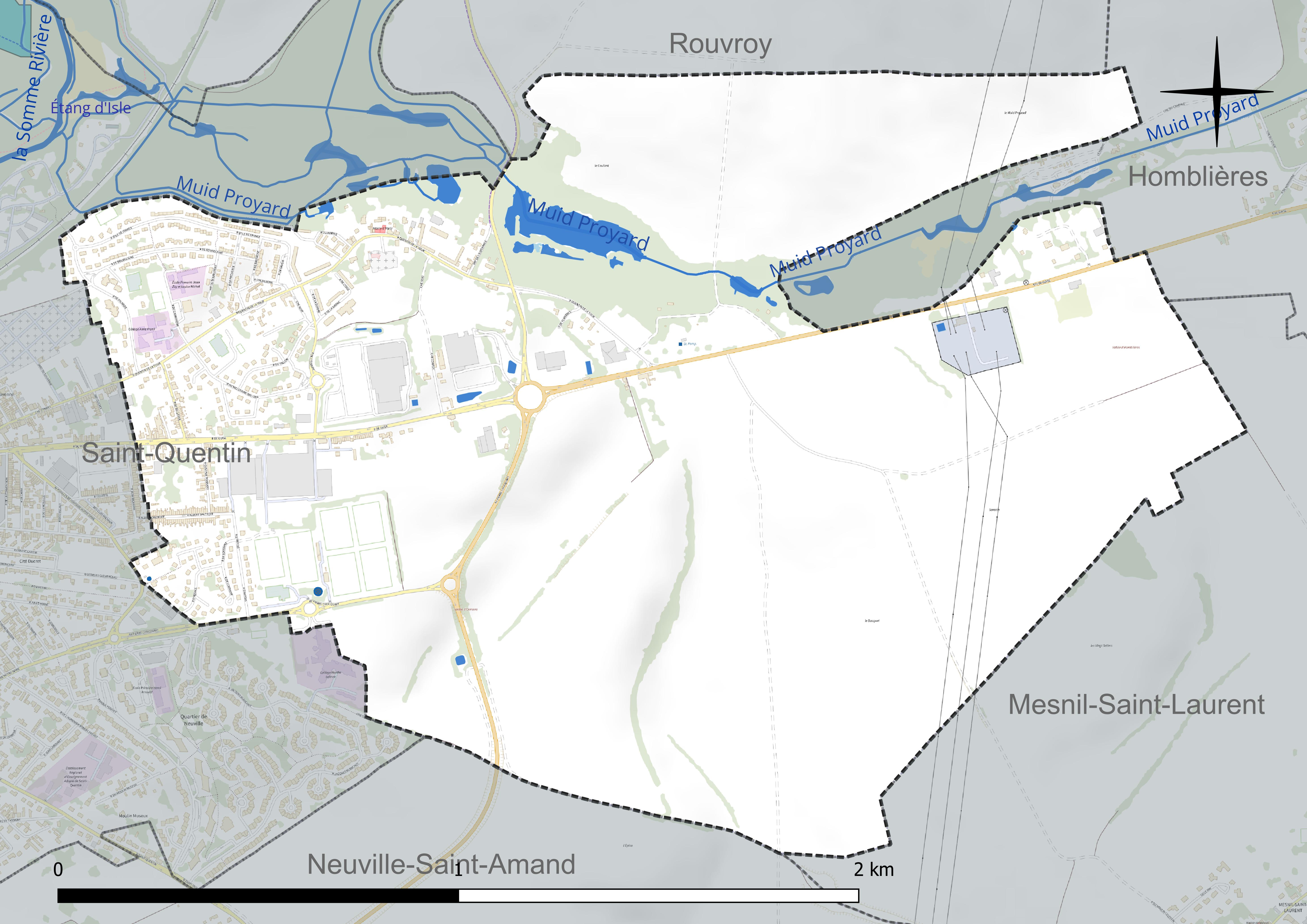
Réseau hydrographique d'Harly.

#### Gestion et qualité des eaux
Le territoire communal est couvert par le schéma d'aménagement et de gestion des eaux (SAGE) « Haute Somme ». Ce document de planification concerne un territoire de 1 798 km2 de superficie, délimité par le bassin versant de la Haute Somme est constitué d'un réseau hydrographique complexe de cours d'eau, de marais, d'étangs et de canaux. Le périmètre a été arrêté le 21 avril 2006 et le SAGE proprement dit a été approuvé le 15 juin 2017. La structure porteuse de l'élaboration et de la mise en œuvre est le syndicat mixte d'aménagement hydraulique du bassin versant de la Somme (AMEVA).
La qualité des cours d'eau peut être consultée sur un site dédié géré par les agences de l'eau et l'Agence française pour la biodiversité.

### Climat
Pour des articles plus généraux, voir Climat des Hauts-de-France et Climat de l'Aisne.
En 2010, le climat de la commune est de type climat océanique dégradé des plaines du Centre et du Nord, selon une étude du CNRS s'appuyant sur une série de données couvrant la période 1971-2000. En 2020, Météo-France publie une typologie des climats de la France métropolitaine dans laquelle la commune est dans une zone de transition entre le climat océanique et le climat océanique altéré et est dans la région climatique Nord-est du bassin Parisien, caractérisée par un ensoleillement médiocre, une pluviométrie moyenne régulièrement répartie au cours de l'année et un hiver froid (3 °C).
Pour la période 1971-2000, la température annuelle moyenne est de 10,3 °C, avec une amplitude thermique annuelle de 14,6 °C. Le cumul annuel moyen de précipitations est de 711 mm, avec 11,1 jours de précipitations en janvier et 8,9 jours en juillet. Pour la période 1991-2020, la température moyenne annuelle observée sur la station météorologique la plus proche, située sur la commune de Fontaine-lès-Clercs à 8 km à vol d'oiseau, est de 10,8 °C et le cumul annuel moyen de précipitations est de 683,4 mm,. Pour l'avenir, les paramètres climatiques de la commune estimés pour 2050 selon différents scénarios d'émission de gaz à effet de serre sont consultables sur un site dédié publié par Météo-France en novembre 2022.

## Urbanisme

### Typologie
Au 1er janvier 2024, Harly est catégorisée ceinture urbaine, selon la nouvelle grille communale de densité à 7 niveaux définie par l'Insee en 2022.
Elle appartient à l'unité urbaine de Saint-Quentin, une agglomération intra-départementale dont elle est une commune de la banlieue,. Par ailleurs la commune fait partie de l'aire d'attraction de Saint-Quentin, dont elle est une commune de la couronne,. Cette aire, qui regroupe 120 communes, est catégorisée dans les aires de 50 000 à moins de 200 000 habitants,.

### Occupation des sols
L'occupation des sols de la commune, telle qu'elle ressort de la base de données européenne d'occupation biophysique des sols Corine Land Cover (CLC), est marquée par l'importance des territoires agricoles (68,4 % en 2018), en diminution par rapport à 1990 (78,7 %). La répartition détaillée en 2018 est la suivante : 
terres arables (68,4 %), zones urbanisées (23,2 %), forêts (5,1 %), espaces verts artificialisés, non agricoles (3,3 %).
L'évolution de l'occupation des sols de la commune et de ses infrastructures peut être observée sur les différentes représentations cartographiques du territoire : la carte de Cassini (XVIIIe siècle), la carte d'état-major (1820-1866) et les cartes ou photos aériennes de l'IGN pour la période actuelle (1950 à aujourd'hui).

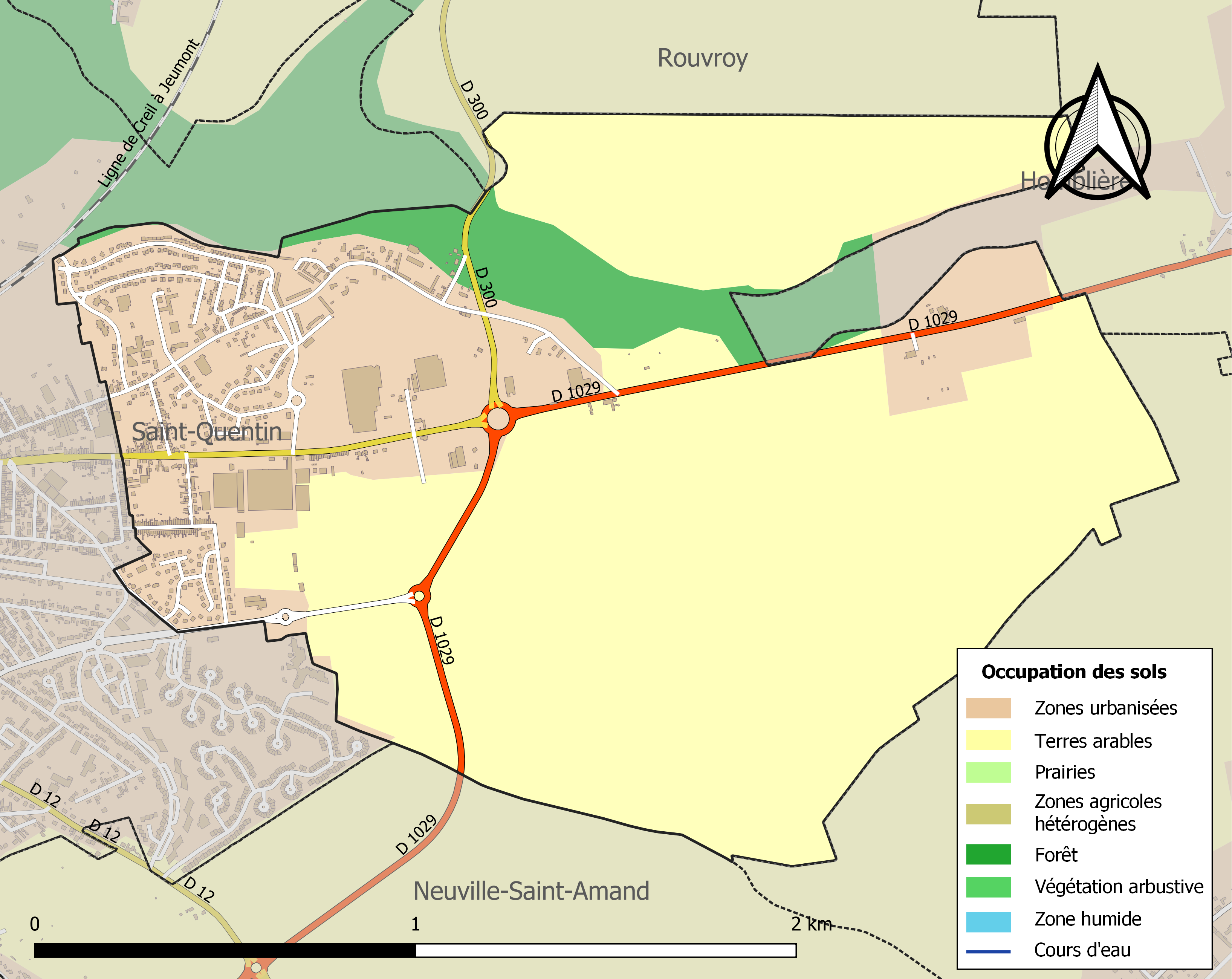
Carte de l'occupation des sols de la commune en 2018 (CLC).

## Toponymie
Le nom de la localité est attesté sous les formes Altare Sancti-Martini-de-Haleio (982) ; Harli, Harleium (986) ; Harliacum (1241) ; Arly (1688).

## Histoire
Patron de la commune : saint Martin.
Des silex taillés ont été retrouvés sur le territoire communal.
Village de l'ancien Vermandois, de l'intendance d'Amiens, des bailliages et élection de Saint-Quentin, diocèse de Noyon.
Au XVIIe siècle, Harly, possession du chapitre de Saint-Quentin à l'origine, est seigneurie de l'abbaye de Vermand[réf. nécessaire].
Au 1er septembre 1787, monsieur Devermont Joseph (° vers 1734 - dcd 25 mai 1811 à Harly), curé de la commune, est  membre de l'Assemblée départementale, mise en place par Louis XVI en juin de la même année.
La commune possédait un blockhaus ayant appartenu à la ligne Hindenburg (Première Guerre mondiale).

## Politique et administration

La communauté d'agglomération du Saint-Quentinois dans le département de l'Aisne.

### Rattachements administratifs et électoraux
La commune se trouve dans l'arrondissement de Saint-Quentin du département de l'Aisne. Pour l'élection des députés, elle fait partie de la deuxième circonscription de l'Aisne.
Elle faisait partie depuis 1793 du canton de Saint-Simon avant d'être transférée en 1923 dans le canton de Saint-Quentin. Celui-ci a été scindé par décret du 23 juillet 1973 et la commune rattachée au canton de Saint-Quentin-Sud. Dans le cadre du redécoupage cantonal de 2014 en France, elle est désormais intégrée au canton de Saint-Quentin-3.

### Intercommunalité
La commune faisait partie de la communauté d'agglomération de Saint-Quentin, créée fin 1999 et qui et qui succédait au District de Saint-Quentin, créé le 9 février 1960, rassemblant à l'origine 11 communes afin notamment de créer et développer des zones industrielles.
Dans le cadre des dispositions de la loi portant nouvelle organisation territoriale de la République (Loi NOTRe) du 7 août 2015, qui prévoit que les établissements publics de coopération intercommunale (EPCI) à fiscalité propre doivent avoir un minimum de 15 000 habitants (sous réserve de certaines dérogations bénéficiant aux territoires de très faible densité), le préfet de l'Aisne a adopté un nouveau schéma départemental de coopération intercommunale par arrêté du 30 mars 2016 qui prévoit notamment la fusion de la  communauté de communes du canton de Saint-Simon et de la communauté d'agglomération de Saint-Quentin, aboutissant au regroupement de 39 communes comptant 83 287 habitants
Cette fusion est intervenue le 1er janvier 2017, et la commune est désormais membre de la communauté d'agglomération du Saint-Quentinois.

### Liste des maires
| Période                                  | Période                   | Identité          | Étiquette | Qualité                                  |
| ---------------------------------------- | ------------------------- | ----------------- | --------- | ---------------------------------------- |
| Les données manquantes sont à compléter. |                           |                   |           |                                          |
|                                          | mars 1983                 | René Lamy         | PS        |                                          |
| mars 1983                                | mars 2008                 | René Horb         | PS        |                                          |
| mars 2008                                | En cours (au 23 mai 2020) | Bernard Destombes | DVD       | Retraité Réélu pour le mandat 2020-2026, |

## Démographie
L'évolution du nombre d'habitants est connue à travers les recensements de la population effectués dans la commune depuis 1793. Pour les communes de moins de 10 000 habitants, une enquête de recensement portant sur toute la population est réalisée tous les cinq ans, les populations de référence des années intermédiaires étant quant à elles estimées par interpolation ou extrapolation. Pour la commune, le premier recensement exhaustif entrant dans le cadre du nouveau dispositif a été réalisé en 2008.

En 2022, la commune comptait 1 563 habitants, en évolution de −4,11 % par rapport à 2016 (Aisne : −1,97 %, France hors Mayotte : +2,11 %).
| 1793 | 1800 | 1806 | 1821 | 1831 | 1836 | 1841 | 1846 | 1851 |
| ---- | ---- | ---- | ---- | ---- | ---- | ---- | ---- | ---- |
| 109  | 129  | 136  | 142  | 135  | 188  | 220  | 240  | 274  |

| 1856 | 1861 | 1866 | 1872 | 1876 | 1881 | 1886 | 1891 | 1896 |
| ---- | ---- | ---- | ---- | ---- | ---- | ---- | ---- | ---- |
| 271  | 265  | 278  | 294  | 472  | 409  | 468  | 491  | 494  |

| 1901 | 1906 | 1911 | 1921 | 1926 | 1931 | 1936 | 1946 | 1954 |
| ---- | ---- | ---- | ---- | ---- | ---- | ---- | ---- | ---- |
| 521  | 509  | 530  | 226  | 436  | 657  | 535  | 588  | 664  |

| 1962 | 1968  | 1975  | 1982  | 1990  | 1999  | 2006  | 2008  | 2013  |
| ---- | ----- | ----- | ----- | ----- | ----- | ----- | ----- | ----- |
| 783  | 1 445 | 1 425 | 1 976 | 1 892 | 1 803 | 1 767 | 1 756 | 1 678 |

| 2018  | 2022  | - | - | - | - | - | - | - |
| ----- | ----- | - | - | - | - | - | - | - |
| 1 590 | 1 563 | - | - | - | - | - | - | - |

## Culture locale et patrimoine

### Lieux et monuments
- Église Saint-Martin datant du XVIIe siècle, détruite pendant la Première Guerre mondiale, reconstruite vers 1926.
- Monument aux morts, commémorant les morts des guerres 1914-1918 et 1939-1945.
- Calvaire situé rue Quentin-de-La Tour.
- Usine Daltroff[28] et logements ouvriers contigus à l'usine, construits en 1875[29].
- Château d'Harly (importante maison bourgeoise), détruit lors de la Première Guerre mondiale.
- Présence d'un cimetière mérovingien (environ 700 tombes).

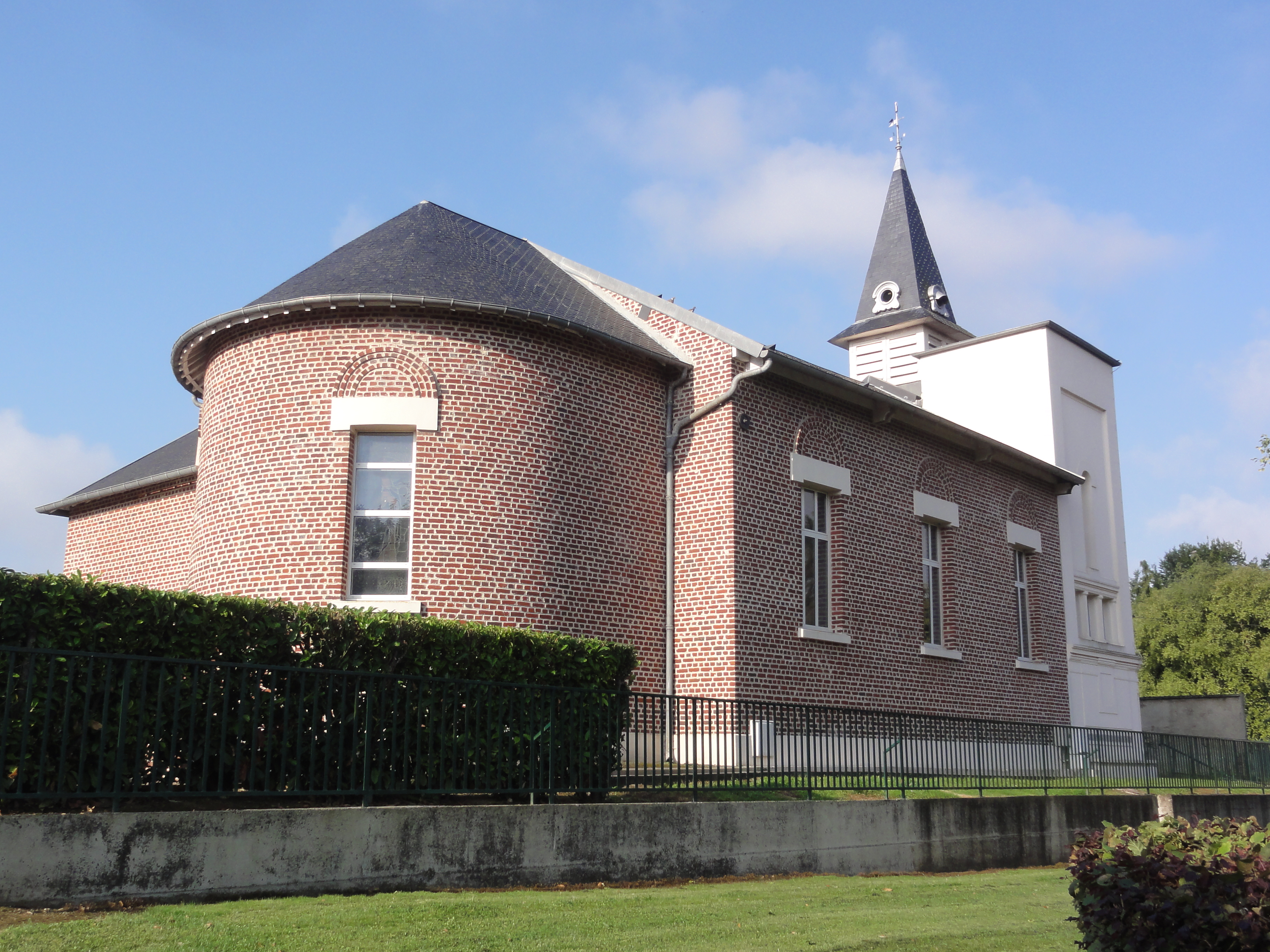
Église Saint-Martin.
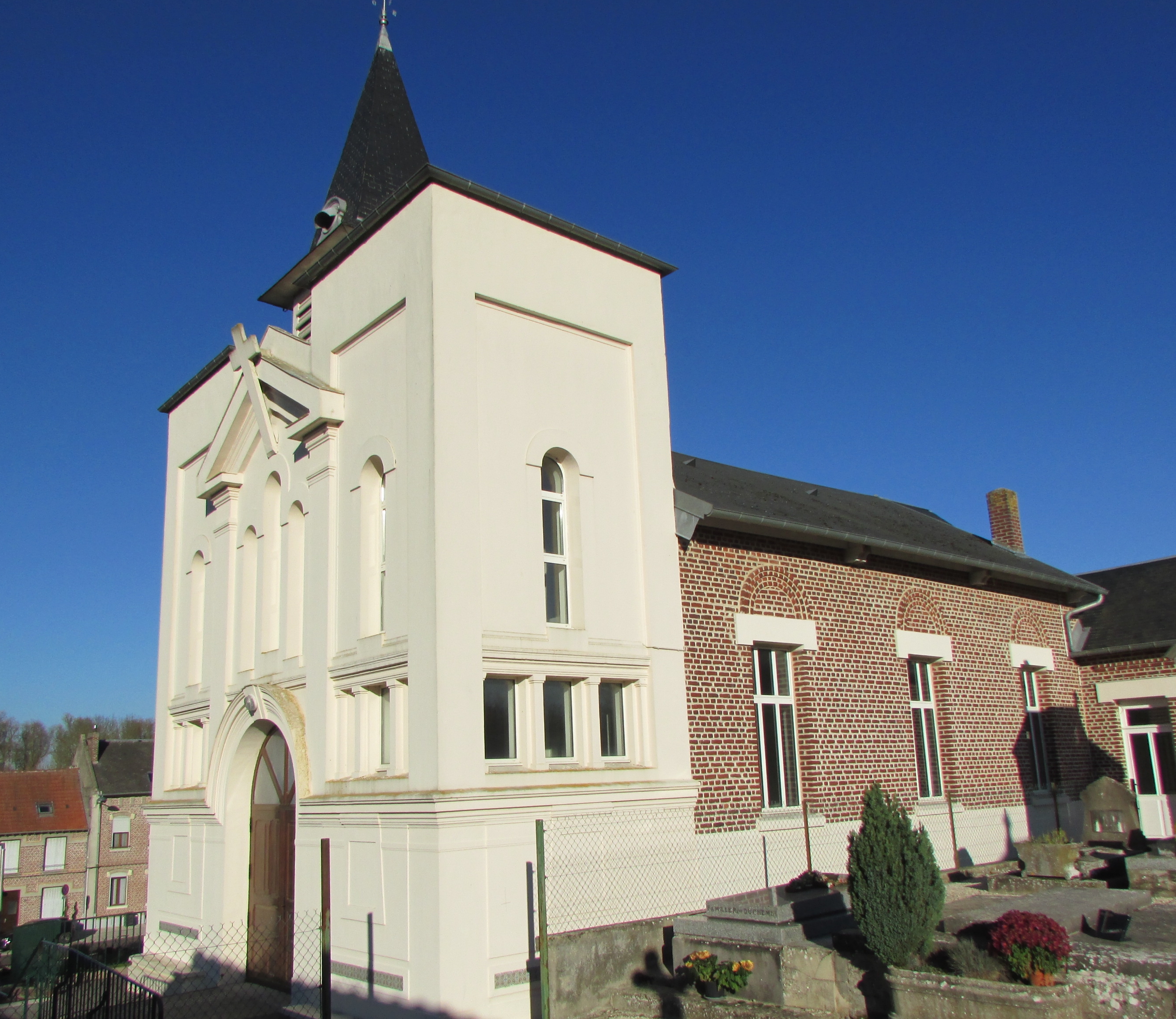
L'église Saint-Martin.
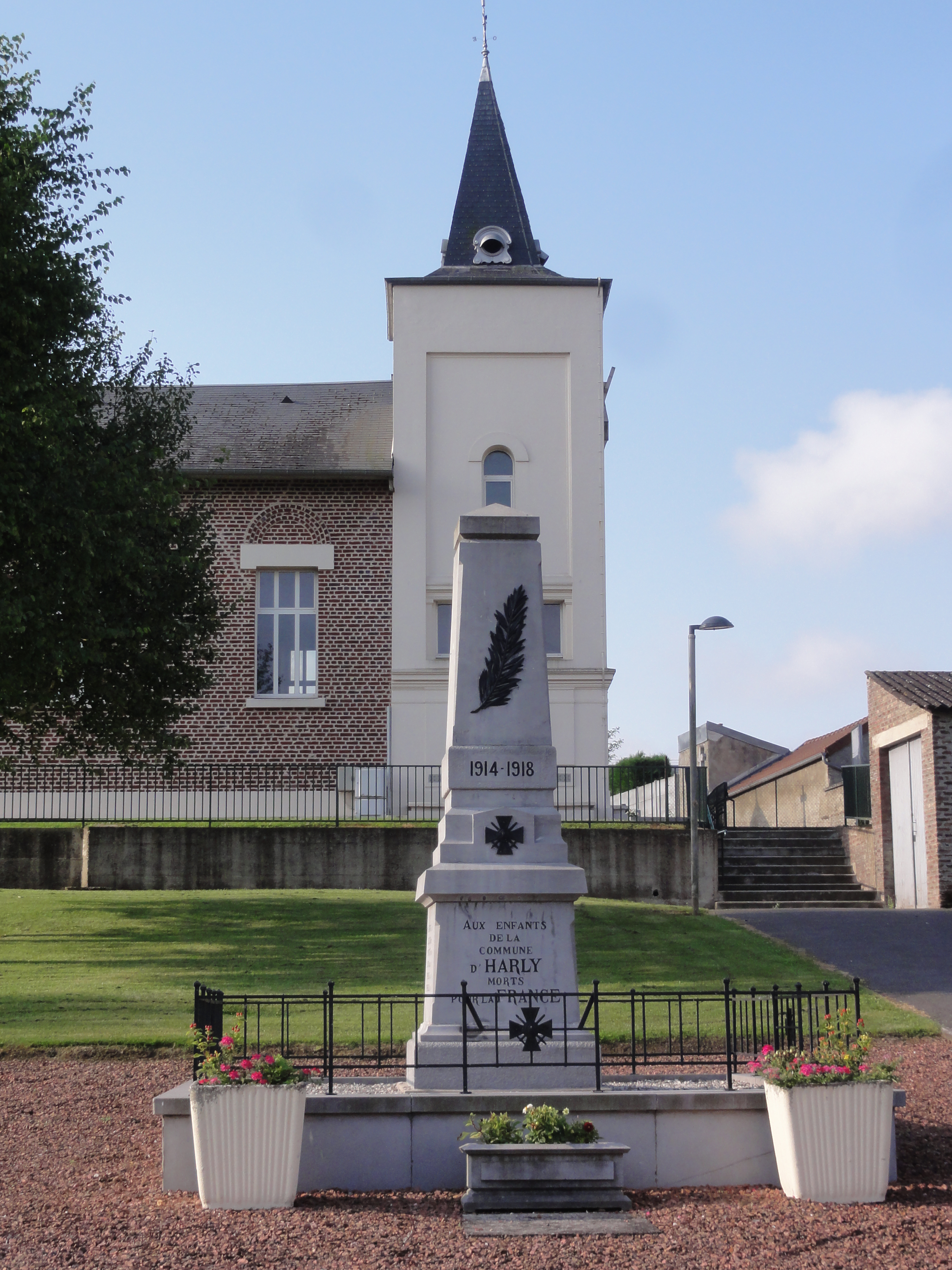
Monument aux morts.
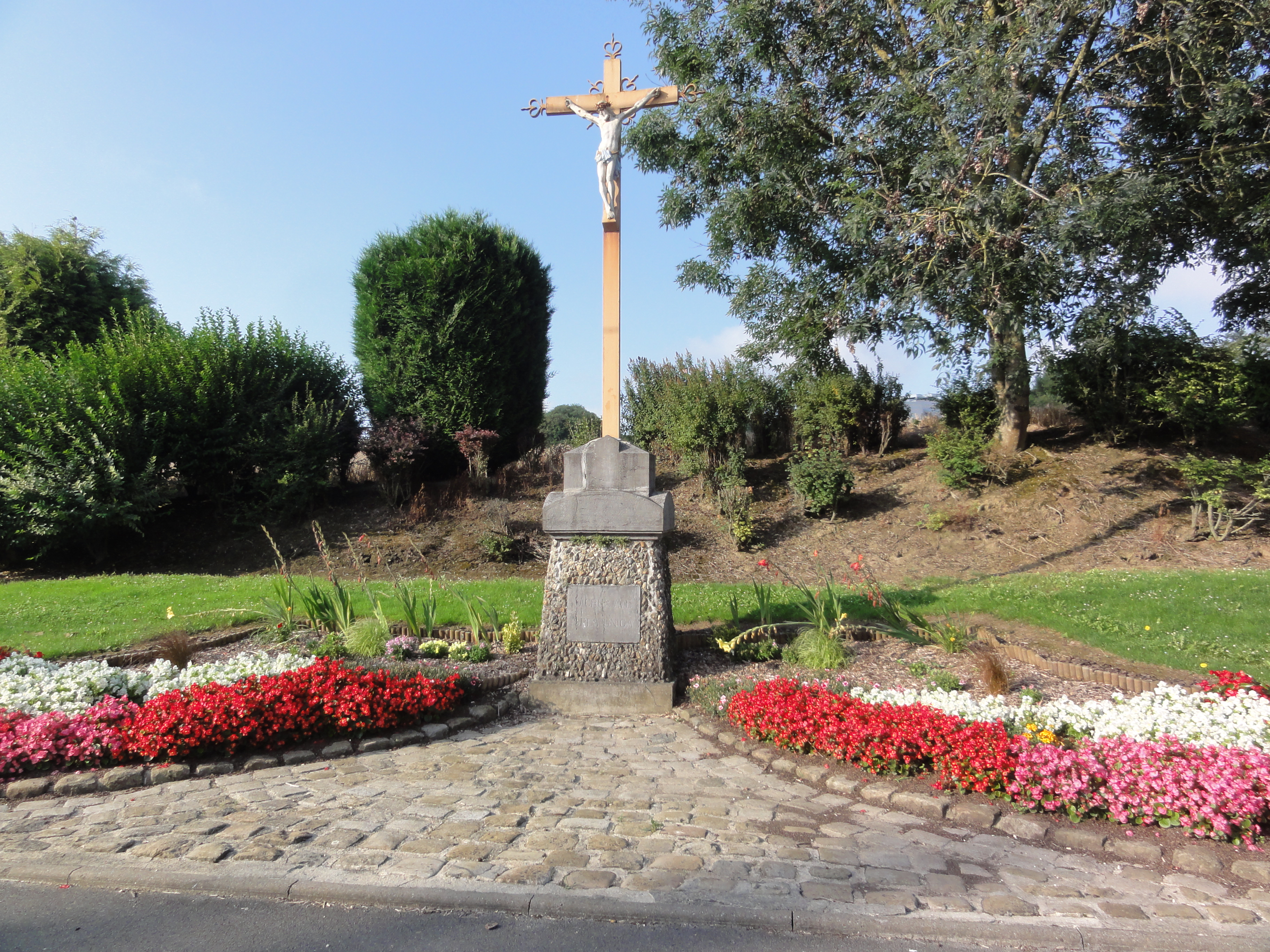
Le calvaire.
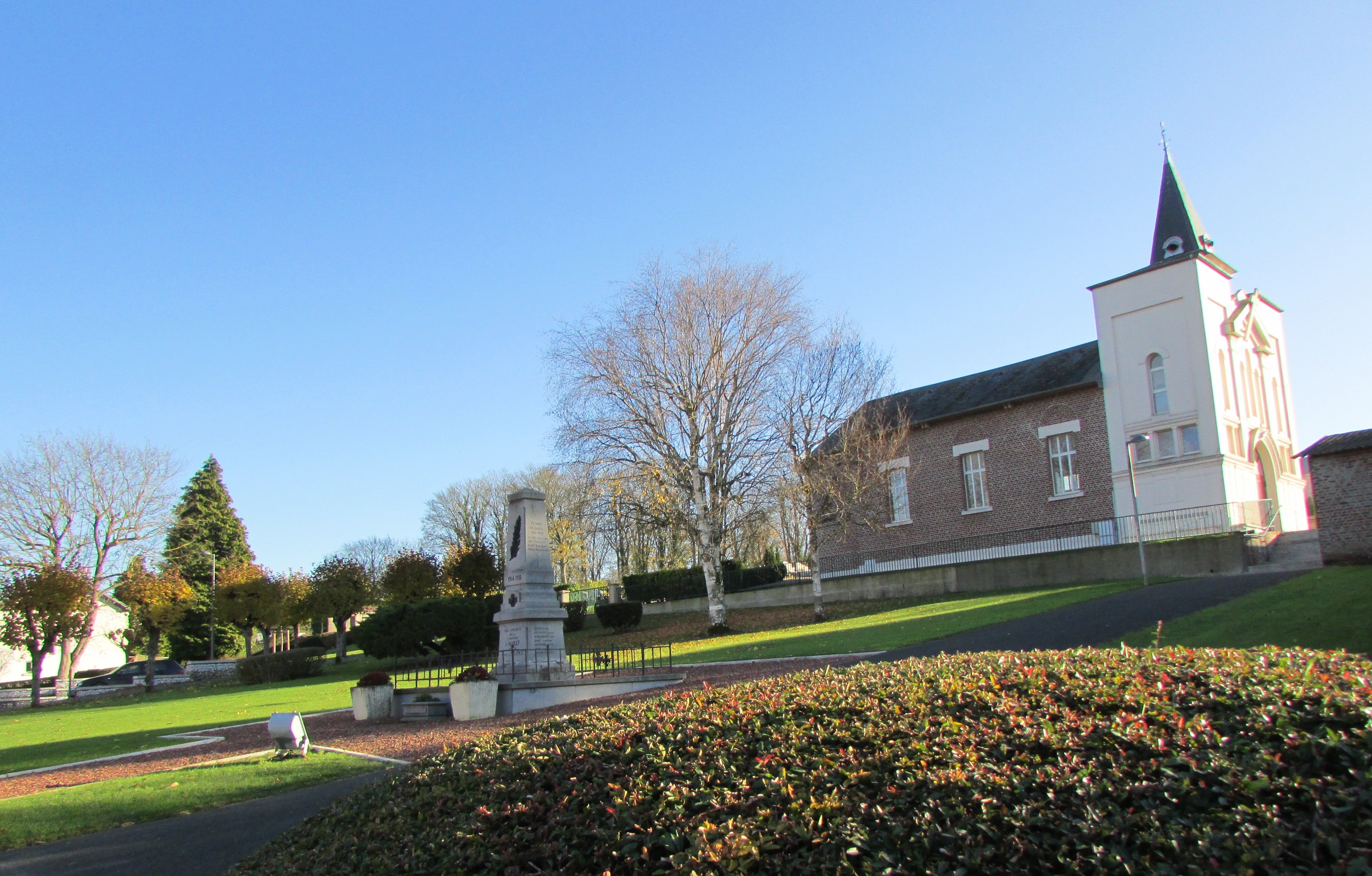
La place de la mairie.

### Personnalités liées à la commune
- Seigneurs de la commune[30] :
  - 1218 : Adam de Harly ;
  - 1241-1248 : Godard de Harly ;
  - 14?? : Jean de Fosseux ;
  - 14?? : Philippe de Fosseux dit le Borgne.